# Институт биографических исследований Национальной библиотеки Украины им. Вернадского
Институ́т биографи́ческих иссле́дований Национа́льной библиоте́ки Украи́ны и́мени В. И. Верна́дского — научно-исследовательская организация, национальный центр биографических исследований.

## Основание
Основан 1 апреля 1994 года как отдел биографических исследований Института рукописи Национальной библиотеки Украины имени В. И. Вернадского. Спустя ровно год — 1 апреля 1995 года — реорганизован в институт. Учреждение было позиционировано как непосредственный продолжатель дела Постоянной комиссии ВУАН по составлению биографического словаря деятелей Украины, действовавшей в течение 1918—1933 годов.
С начала 21 века институт взял курс на создание национального электронного научно-справочного ресурса историко-биографической информации — «Украинского национального биографического архива» (УНБА) — интегративного отечественного научно-информационного Интернет-портала по биографистике, который сочетал бы в себе черты электронной версии масштабного справочного национального биографического свода — Украинского биографического словаря, фундаментальной электронной библиотеки исследовательских работ, литературных биографических произведений и документальных исходных изданий по украинской биографистике, генеалогии, геральдике, электронного архива материалов по отечественной иконографии, а также действенного методического и координационного инструмента по объединению и направлению усилий исследователей биографистики из регионов Украины и украинского зарубежья.

## Директора
- Попик Владимир Иванович (с 2003)
- Чишко Виталий Сергеевич (1995—2003)

## Основные направления деятельности
- Разработка теоретических и методических проблем биографистики и биобиблиографии как специальных исторических дисциплин.
- Изучение основных тенденций развития украинской биографики в различные исторические периоды.
- Изучение опыта формирования печатных и электронных ресурсов биографической и библиографический информации.
- Координация исследований по биографике в Украине.
- Формирование сообщества ученых из академических учреждений, университетов, библиотек, архивов и музеев Украины, специализирующихся по биографике[2][3].

## Структура
- Отдел теории и методики биобиблиографии.
- Отдел формирования электронных информационных ресурсов.

## Печатный орган
Сборник научных трудов «Украинская биографистика. Biographistica Ukrainica Архивная копия от 6 февраля 2018 на Wayback Machine».